# 1,2-Butadien
1,2-Butadien [-butaˈdi̯eːn] ist eine organische, zweifach ungesättigte chemische Verbindung aus der Gruppe der Alkene. Es ist ein Isomer von 1,3-Butadien.

## Gewinnung und Darstellung
1,2-Butadien kann durch Dampfphasenisomerisierung von 2-Butin über basenmodifizierten Katalysatoren gewonnen werden.

## Eigenschaften
1,2-Butadien ist ein hochentzündliches Gas, welches mit Luft explosionsfähige Gemische bildet. Es ist schwerer als Luft. In Wasser löst es sich nur schlecht (ca. 1 g/l), jedoch ist es löslich in Kohlenwasserstoffen, Alkoholen und Ethern. Seine kritische Temperatur liegt bei 176,1 °C, der kritische Druck bei 43 bar, die kritische Dichte bei 0,247 kg/l und die Tripelpunkt-Temperatur bei −136 °C (Schmelztemperatur). Es besitzt eine spezifische Wärmekapazität von 1,471 kJ/(kg K) (im gasförmigen Zustand bei 25 °C) bzw. 2,247 kJ/(kg  K) (als Flüssigkeit am Siedepunkt. Es ist unter Druck leicht kondensierbar.

## Verwendung
1,2-Butadien wird als Zwischenprodukt bei organischen Synthesen verwendet.